# Tantilla taeniata
Tantilla taeniata är en ormart som beskrevs av Bocourt 1883. Tantilla taeniata ingår i släktet Tantilla och familjen snokar. Inga underarter finns listade i Catalogue of Life.
Utbredningsområdet sträcker sig från centrala Guatemala över San Salvador och Honduras till centrala Nicaragua. Arten lever i låglandet och i bergstrakter upp till 1300 meter över havet. Den vistas i fuktiga och torra skogar. Tantilla taeniata gräver i lövskiktet och i det översta jordlagret. Honor lägger ägg.
För beståndet är inga hot kända. Antagligen har Tantilla taeniata bra anpassningsförmåga. IUCN listar arten som livskraftig (LC).